# Beamer
Beamer es una clase de LaTeX para la creación de presentaciones. 
Funciona con pdflatex, dvips y LyX. El nombre viene del vocablo alemán "beamer", un pseudo-anglicismo que significa videoproyector. Al estar basado en LaTeX, Beamer es especialmente útil para preparar presentaciones en las que es necesario mostrar gran cantidad de expresiones matemáticas, el fuerte de dicho sistema de maquetación.